# Karl I. (Ungarn)

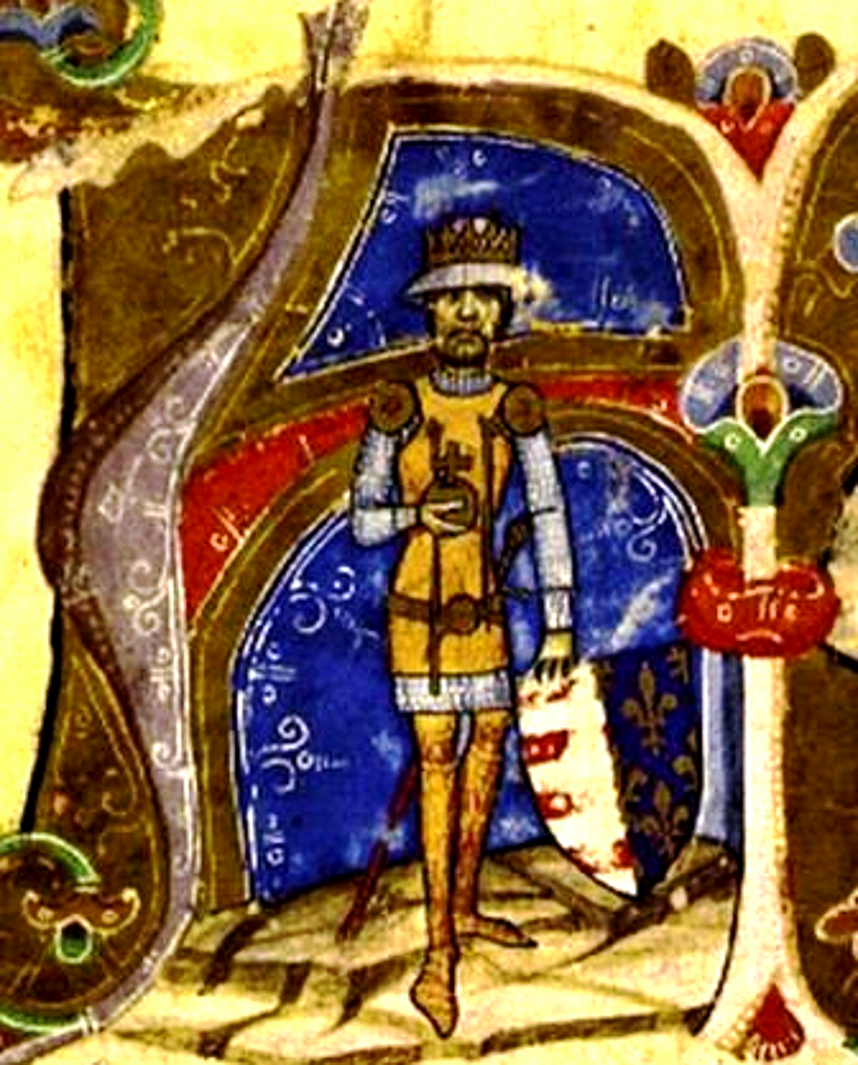
Karl I. Robert von Ungarn
(Széchényi Nationalbibliothek, Budapest) um 1360

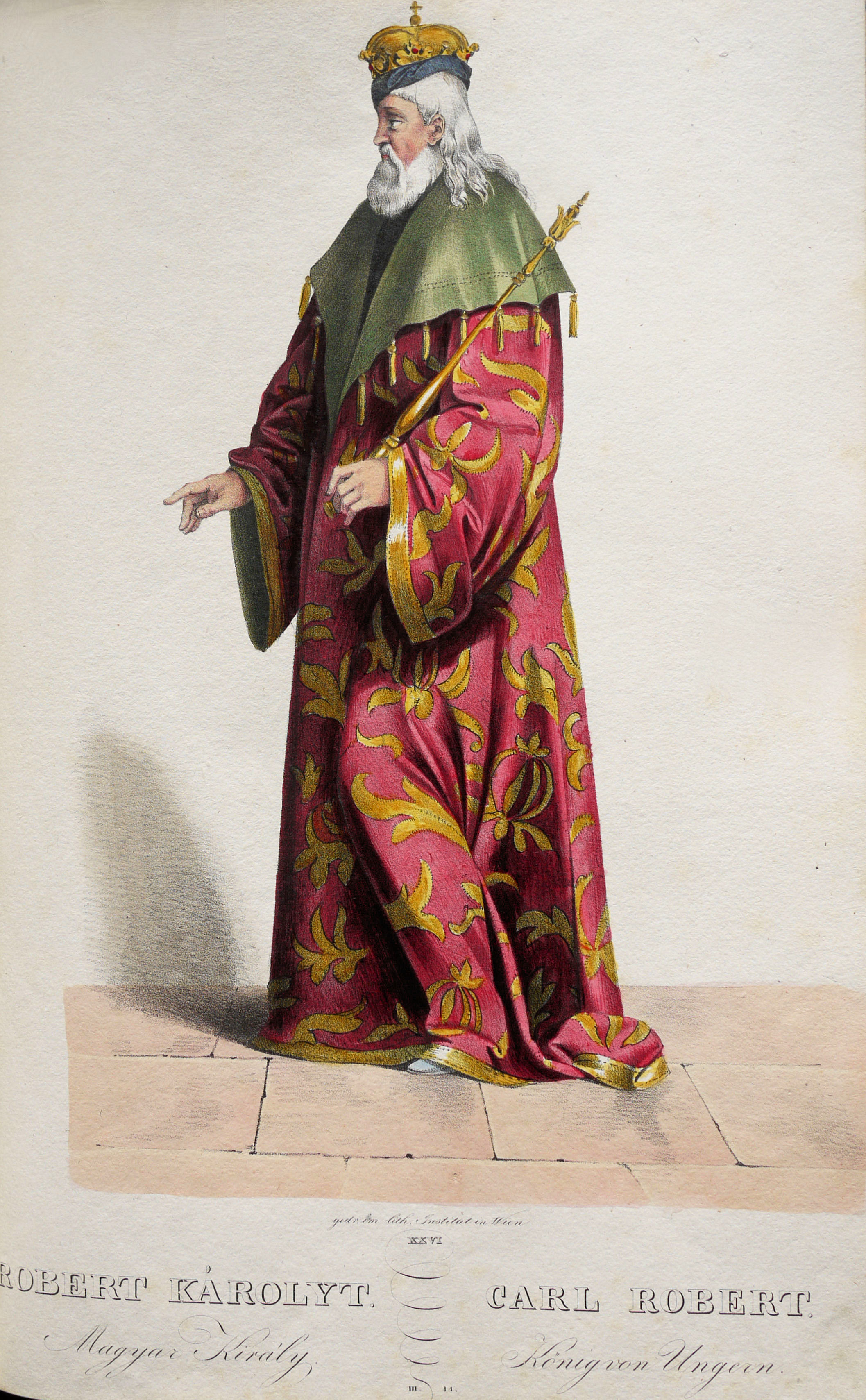
Karl I. Lithographie von Josef Kriehuber nach einer Zeichnung von Moritz von Schwind;ca. 1828

Karl I., traditionell auch Karl I. Robert (ungarisch Róbert Károly, kroatisch Karlo I. Robert), ursprünglich Carobert (* 1288 in Neapel; † 16. Juli 1342 in Visegrád) aus dem Haus Anjou war von 1308 bis zu seinem Tod König von Ungarn und Kroatien.

## Name
Er wurde unter dem Namen Caroberto getauft, ließ sich aber als Karl I. zum Ungarn- bzw. Kroatenkönig krönen (sein ursprünglicher Name Carobert bildete keine Wortzusammensetzung, sondern wurde erst in der späteren Geschichtsschreibung irrtümlich als vermeintlicher Doppelname „Karl-Robert“ aufgefasst; im 19. Jahrhundert wurde dies fälschlich für einen Vor- und Familiennamen gehalten und für den ungarischen Sprachgebrauch, wo der Familienname grundsätzlich zuerst genannt wird, entsprechend zu „Robert Károly“ umgedreht – und dadurch noch zusätzlich sinnesentstellt).

## Leben
Karl wurde als Caroberto als ältester Sohn des Titularkönigs von Ungarn Karl Martell und Klementia von Habsburg 1288 in Neapel geboren.
Nach dem Aussterben der Arpaden 1301 gelangte mit Karl der erste König aus dem Haus Anjou auf den ungarischen Thron. Seine Großmutter Maria, die Gemahlin Karls II. von Neapel, war eine Schwester des vorletzten arpadischen Königs Ladislaus IV. und sah sich als Erbin Ungarns an. Sie übertrug diesen Titel auf Karl. 1299 bestätigte Papst Bonifatius VIII., der sich als Lehnsherr Ungarns betrachtete, diesen Anspruch. Der ungarische Adel hob jedoch zunächst Wenzel III. auf den Thron. Nach dessen Tod 1305 gelang es Karl aber, die Kurie zum Verzicht auf ihren Lehnsanspruch zu bewegen. Zugleich konnte er zunehmend Anerkennung unter den ungarischen Adligen erlangen, zum Teil auch auf gewaltsame Weise, so dass er sich bis 1308 weitgehend gegen den Gegenprätendenten Otto von Bayern durchgesetzt hatte.

Karl besaß auch Ansprüche auf den Thron des Königreichs Neapel, da sein Vater der älteste Sohn König Karls II. von Neapel war. 1297 wurde Karl aber vom Papst, dem Oberlehnsherrn Neapels, von der Nachfolge ausgeschlossen, dennoch hielt er an seinen Ansprüchen fest, auch noch nachdem 1309 sein Onkel Robert den Thron in Neapel bestiegen hatte.

Herrschaftsgebiet Karl I. zur Zeit der Kleinkönigtümer

Der 1311 in Böhmen an die Macht gekommene Johann von Luxemburg erhob als Nachfolger Wenzels einen Anspruch auf den ungarischen und den polnischen Thron. Dies führte dazu, dass sich Karl und Władysław Ellenlang von Polen verbündeten und Karl 1320 die Tochter Wladyslaws Elisabeth von Polen heiratete. Zuvor hatte Wladyslaw mit Karls Hilfe Polen erneut unter seiner Herrschaft vereint und war ebenfalls 1320 zum König gekrönt worden. In den 1320er Jahren beendete er in einer Reihe von Feldzügen die Macht der Herrscher über die unter den letzten Árpádenkönigen entstandenen ungarischen Kleinkönigtümer und stellte die Zentralmacht wieder her. Als Stiftung Karls entstand 1326 der St.-Georg-Ritterorden, um den Adel an sich zu binden. 1330 wurde Karl mit seiner Armee von den Walachen unter ihrem Fürsten Basarab I. in der Schlacht bei Posada besiegt und kam nur knapp mit dem Leben davon. Die Walachei blieb aber zunächst ein abhängiges Fürstentum.
1333 gelangte Karl mit seinem Onkel, König Robert von Neapel, zu einem Ausgleich in der Erbfolgefrage in Neapel. Karls Sohn Andras wurde mit der Erbin Roberts, Johanna, verheiratet. 1335 vermittelte Karl eine Zusammenkunft von Wladyslaws Sohn und Nachfolger Kasimir III. mit Johann von Luxemburg in seiner Residenz Visegrád an der Donau. Dieses Treffen legte den Grundstein für den Tausch Schlesiens gegen Masowien im Jahr 1339 und ein langfristiges Bündnis zwischen Polen und Böhmen.
Ebenfalls 1339 setzte der kinderlose Kasimir III. Karl und seinen Sohn Ludwig als Erben der polnischen Krone ein.
Karl I. förderte gezielt den Bergbau und löste so einen wirtschaftlichen Aufschwung Ungarns aus. 1325 ließ er die ersten ungarischen Goldgulden prägen.

## Ehen und Nachkommen
Karl war dreimal verheiratet.

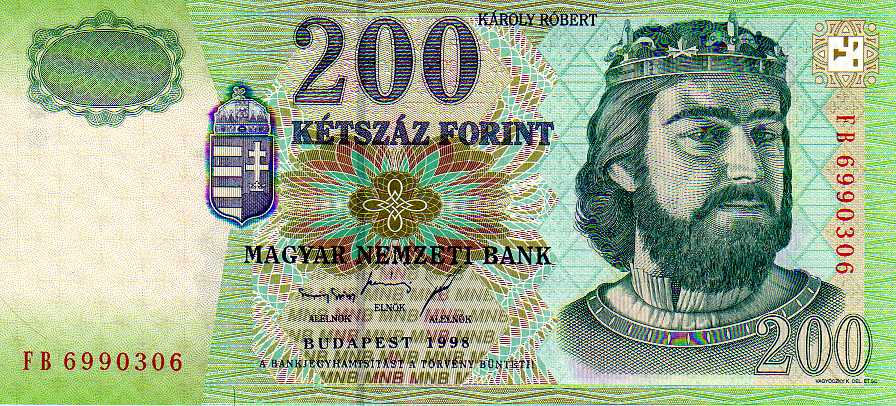
Karl I. von Ungarn (Ungarische Banknote, 200 Forint, 1998)

Das Wappen Karls I. verbindet die Wappen des Hauses Anjou (heraldisch links) und des Königreichs Ungarn

Zuerst mit Maria († 1317), Tochter des Beuthener Herzogs Kasimir II.  Dieser Ehe entstammten die Töchter:
- Katharina († 1355), seit 1338 verheiratet mit dem Schweidnitzer Herzog Heinrich II.
- Elisabeth († 1367), verheiratet mit Bolko von Oppeln

Nach deren Tod vermählte er sich mit Beatrix von Luxemburg, Tochter des deutschen Kaisers Heinrich VII., die 1319 starb. Diese Ehe blieb kinderlos.
Seine dritte Frau war Elisabeth († 1380), Tochter des polnischen Königs Władysław I. Ellenlang, mit der er sich 1320 vermählte. Dieser Ehe entstammten unter anderem:
- Ludwig der Große (* 1326; † 1382), König von Ungarn und Polen
- Andreas (* 1327; † 1345 ermordet), Thronanwärter von Neapel
- Stephan (* 1332; † 1354), Herzog von Slawonien, Kroatien und Dalmatien